# Ladies Interstate Bocce League
Ladies Interstate Bocce League (LIBL), poznata i kao Međunarodna ženska boćarska liga LIBL ili Regionalna ženska boćarska liga LIBL ili Regionalna ženska boćarska liga ili LIBL liga
Glavni inicijator Lige bio je Miha Sodec, trener Krima, uz Čavle ŠB, Deskle i Buttrio. 2012. su se iskazale namjere o pokretanju Jadranske lige.
Prva sezona natjecanja bila je 2013.
Prve utakmice prvog izdanja regionalne lige odigrane su 6. siječnja 2013. u Desklu.
Od 2017./18. LIBL je bio pod ingerencijom Hrvatskog boćarskog saveza i Balinarske zveze Slovenije.

## Popis klubova koji su sudjelovali (2013. – 2017./18.)
U zagradi je godina prvog sudjelovanja.
Poredani abecedno prvo po sjedištu kluba pa zatim po nazivu, preskačući oznaku vrste kluba.
ugašeni klubovi
Hrvatska
- BK Čavle ŠB, Čavle (2013.)
- BK Komiža, Komiža (2016./17.)
- BK Marinići, Marinići (2013./14.)
- ŽBK Pašac-Rijeka, Rijeka (2013./14.)

Italija
- A.S.D. Bocciofila Buttrio, Buttrio (Udine) (2013.)
- BC Graphistudio ASD, Pordenone (2013./14.)
- ASD Florida Bocciofila, San Vendemiano[16][17] (2015./16.)

Slovenija
- BS Triglav, ??Kranj[18] ili združena slovenska ekipa[19][20][21] (??)
- BK Deskle, Deskle (2013.)
- BK Kolektor, Idrija (2013./14.)
- BŠK Krim / ŽBS Krim, Ljubljana (2013.)

Srbija
- BK Dalmatinac, Ruma (2014./15., ??)

## Izdanja
Kazalo
* U zagradi je broj klubova, odnosno država, koji je inicijalno trebao sudjelovati u Ligi; izbačeni ili odustali.
| Lokacija završnog turnira | Godina    | Broj * država | Broj * klubova | Broj * klubova | Prvaci             | rez. | #2             | #3                       | #4                        | #1 nakon osnovnog dijela | Ref                                                     |
| Lokacija završnog turnira | Godina    | Broj * država | liga           | doigr.         | Prvaci             | rez. | #2             | polufinalisti            | polufinalisti             | #1 nakon osnovnog dijela | Ref                                                     |
| ------------------------- | --------- | ------------- | -------------- | -------------- | ------------------ | ---- | -------------- | ------------------------ | ------------------------- | ------------------------ | ------------------------------------------------------- |
|                           | 2018./19. |               |                |                |                    |      |                |                          |                           |                          |                                                         |
| Čavle                     | 2017./18. | 3             | 6              | 3(4)           | BŠK Krim (3)       | 9:7  | BK Čavle ŠB    | Triglav                  | A.S.D. Buttrio *          | grupe A i B              | [ 22 ] [ 23 ] [ 24 ] [ 25 ]                             |
| Buttrio                   | 2016./17. | 4             | 8              | 4              | BŠK Krim (2)       | 9:7  | A.S.D. Buttrio | BK Čavle ŠB, BK Kolektor | BK Čavle ŠB, BK Kolektor  | A.S.D. Buttrio [7–0–0]   | [ 26 ] [ 27 ] [ 28 ] [ 29 ] [ 30 ] [ 31 ] [ 32 ] [ 33 ] |
| Nepoznata kratica »«      | 2015./16. |               |                | 4              | A.S.D. Buttrio (3) | 12:4 | BK Kolektor    |                          | BŠK Krim, ASD Florida     | [––]                     | [ 34 ] [ 35 ]                                           |
| Marinići                  | 2014./15. | 3(4)          | 7(8)           | 4              | A.S.D. Buttrio (2) | 9:7  | BK Kolektor    | BK Marinići              | BŠK Krim                  | A.S.D. Buttrio [5–0–1]   | [ 36 ] [ 37 ] [ 38 ] [ 39 ] [ 40 ] [ 41 ]               |
| Nepoznata kratica »«      | 2013./14. | 3             | 8              | 4              | A.S.D. Buttrio     | 10:6 | BŠK Krim       |                          | BK Kolektor, Graphistudio | A.S.D. Buttrio [7–0–0]   | [ 42 ] [ 43 ] [ 44 ] [ 45 ]                             |
| Ljubljana                 | 2013.     | 3             | 4              | 4              | BŠK Krim           | 12:4 | A.S.D. Buttrio | Čavle ŠB                 | BK Deskle                 | Krim [6–0–0]             | [ 46 ] [ 47 ] [ 48 ] [ 49 ]                             |

* A.S.D. Buttrio je, iako se kvalificirao, otkazao nastup na F4

### Vječna ljestvica
zaključno sa izdanjem 2017./18. 
| Nepoznata kratica »« | Klub           | Sjedište  | Prvak | Drugi | TOP4 | Ostali nazivi; Napomene |
| -------------------- | -------------- | --------- | ----- | ----- | ---- | ----------------------- |
|                      | A.S.D. Buttrio | Buttrio   | 3     | 2     | 6    |                         |
|                      | BŠK Krim       | Ljubljana | 3     | 1     | 6    |                         |
|                      | BK Kolektor    | Idrija    | 0     | 2     | 4    |                         |
|                      | BK Čavle ŠB    | Čavle     | 0     | 1     | 3    |                         |